# Eduard Vyhnanec
Eduard Vyhnanec (ang. Edward the Exile nebo Eduard Ætheling,  1016 – únor 1057) byl syn anglického krále Edmunda II.

## Život
Eduard se narodil jako starší ze dvou synů (patrně dvojčat) anglického krále Edmunda II. a jeho manželky Ealdgyth. Jeho otec byl králem pouze několik měsíců a zemřel v Oxfordu 30. listopadu 1016, tedy v roce, kdy se Eduard narodil. Příčina Edmundovy smrti není známá; některé prameny uvádějí, že zemřel přirozenou smrtí, zatímco jiné zmiňují jako příčinu smrti atentát. Edmundem spravované území připadlo dánskému králi Knutovi, který se tak stál králem Anglie. Oba Edmundovy syny, několikaměsíční děti, poslal Knut do Dánska, daleko od věrných jejich otce, kteří by je mohli zachránit; zde měli být zabiti. Později však byli posláni do bezpečné vzdálenosti do Kyjeva, záhy nato pak byl Eduard předán do Uher na dvůr uherského krále Štěpána I. Převážnou část života tedy strávil mimo svou otčinu; z toho vznikl i jeho přídomek Vyhnanec.
V Uhrách strávil Eduard většinu svého života a zde se i oženil. Jeho manželkou se v roce 1038 stala Agáta, jejíž původ dodnes není zcela jasný; mohla snad být dcerou uherského krále Štěpána I. nebo blízkou příbuznou Gisely Bavorské, manželky tohoto monarchy.
Z manželství Eduarda a Agáty vzešli tři potomci:
- Markéta (1045 nebo 1046 Uhry – 16. listopadu 1093 Edinburg), manžel skotský král Malcolm III.;
- Kristina (1047 Uhry – ca 1102 Romsey), jeptiška, abatyše kláštera v Romsey v Hampshire, teta pozdější anglické královny Matyldy Skotské;
- Edgar Atheling (1053 Uhry – ca 1130 Skotsko?), anglický král v roce 1066;

V roce 1046 vypuklo v Uhrách divoké povstání pohanů; všichni cizinci – především germánského původu – žijící v zemi byli napadeni, takže mnozí se obrátili o pomoc k Petru Orseolovi, vládnoucímu v té době v Uhrách po smrti Štěpána I., anglický královský pár (v té době již i s dcerou Markétou) však toto období přestál bez úhony. V roce 1046 byl uherským králem korunován Ondřej I., který proti pohanům vedl těžké boje a upevňoval křesťanství s takovou horlivostí, že byl zván Ondřejem Katolickým.
Když se anglický král Eduard III. Vyznavač dověděl, že syn jeho staršího nevlastního bratra Edmunda Ironsidea (a tedy poslední přímý potomek jeho rodiny) žije, povolal ho jako svého následníka zpět do Anglie. Roku 1057 se tedy Eduard i s celou rodinou vrátil do vlasti, avšak již v únoru v Londýně zemřel, pouhé dva dny poté, co vstoupil na anglickou půdu, aniž se s králem Eduardem Vyznavačem stačil setkat. Pohřben byl v katedrále sv. Pavla v Londýně.
Eduard Vyznavač zemřel 4. nebo 5. ledna 1066 a na trůn nastoupil Harold II. Godwinson, který byl korunován již 6. ledna 1066. Trůn si však nárokoval také norský král Harald III. Hardrada a normandský vévoda Vilém Dobyvatel. Harald Hardrada byl Haroldem Godwinsonem poražen 25. září 1066 v bitvě u Stamford Bridge a také v této bitvě zemřel. Harold Godwinson a Vilém Dobyvatel se poté střetli 14. října v bitvě u Hastingsu, kde zvítězil Vilém Dobyvatel, zatímco Harold byl zabit.